# Savin, Razgrad
Savin (în bulgară Савин) este un sat în comuna Kubrat, regiunea Razgrad,  Bulgaria. 

## Demografie
Componența etnică a satului Savin
     Turci (36,31%)
     Nicio identificare (29,85%)
     Bulgari (30,34%)
     Romi (0%)
     Altele (3,48%)
La recensământul din 2011, populația satului Savin era de 402 locuitori. Nu există o etnie majoritară, locuitorii fiind turci (36,31%) și bulgari (30,34%). Pentru 29,85% din locuitori nu este cunoscută apartenența etnică.